# Полиакриламид
Полиакриламид (сокр. ПАА) — общее название группы полимеров и сополимеров на основе акриламида и его производных.

Элементарное звено макромолекулы полиакриламида

По правилам ИЮПАК основное название — поли(2-пропенамид) или поли(1-карбамоилэтилен), общая формула — (-CH2CHCONH2-)n.

## Получение и химические свойства

### Синтез
Основным методом синтеза полимеров на основе акриламида (АА) и других ненасыщенных
амидов является радикальная полимеризация, которую можно проводить всеми известными способами: в массе кристаллических и расплавленных мономеров, в растворе, эмульсии и суспензии. Каждый из способов имеет свои особенности, обусловливающие свойства полимеров и технико-экономические показатели производства. Ниже рассмотрены закономерности и технологические аспекты гомополимеризации АА и других ненасыщенных амидов при различных способах синтеза. Кроме того, в эту главу включены разделы, касающиеся специфики полимеризации АА с другими мономерами и прививки АА к различным полимерам.

## Гомогенная полимеризация
К гомогенной полимеризации относятся процессы полимеризации в растворителях, в которых растворимы и мономер, и полимер. Для полиакриламида (ПАА) число таких растворителей невелико: вода, формамид, уксусная и муравьиная кислоты, диметилсульфоксид (ДМСО), а также некоторые водно-органические смеси. Кроме того, ПАА ограниченно растворяется в диметилформамиде (ДМФА), этиленгликоле и глицерине. Полиметакриламид (ПМАА) значительно хуже растворим, чем ПАА. Полимеры N,N-диметил- и N,N-диэтилакриламида растворимы в воде и нерастворимы в углеводородах. Поли-N,N-диэтилакрил-амид растворим в ацетоне. Полимеры с более длинным алкильным заместителем у атома азота хуже растворяются в воде, но более растворимы в органических растворителях. Поли-N-метил- и поли-N-н-бу-тилметакриламид хорошо растворяются в ДМФА, полимер N-(2-этил-гексил)-метакриламида- в толуоле. Полимеры акрил- и метакрилмо-чевин растворимы в концентрированных растворах хлороводородной кислоты.
N-Замещенные акриламиды, как правило, полимеризуются значительно быстрее соответствующих метакриламидных производных. Акриламиды с объемными, например антрахиноновыми, заместителями не вступают в гомополимеризацию.
Среди способов синтеза полимеров на основе АА важное место занимает полимеризация в водных растворах. Основными факторами, определяющими распространенность этого способа полимеризации, являются высокие скорости образования полимера и возможность получения в этих условиях полимера с высокой молекулярной массой. Предполагается, что причиной специфического влияния воды на полимеризацию АА является протонирование радикала, приводящее к локализации неспаренного электрона, в результате чего повышается реакционная способность макрорадикала, выражающаяся в высоких значениях константы скорости роста цепи. Взаимное отталкивание одноименно заряженных радикалов ответственно за ограничение константы скорости бимолекулярного обрыва цепи. В непротонированном радикале, существующем при полимеризации в неводных растворителях, сопряжение неспаренного электрона с -электронами группы С=О приводит к стабилизации радикала и уменьшению его активности. Кроме того, высокая реакционная способность АА в водных растворах может быть связана с подавлением автоассоциации молекул этого мономера ввиду образования ими водородных связей с молекулами воды. В неполярных же растворителях, неспособных образовывать такие связи с АА, мономер находится преимущественно в ассоциированном состоянии в виде циклических димера, тримера и линейных многомолекулярных ассоциатов. С этим предположением согласуются и данные, полученные при полимеризации N-замещенных акрил- и метакриламидов. Так, N-o-метокси- и N-o-этоксифенилметакриламиды полимеризуются в массе значительно быстрее, чем их м- и n-изомеры, поскольку у первых ассоциация молекул отсутствует, а молекулы вторых ассоциированы посредством водородных связей. В свою очередь, диметил-гидразиды акриловая кислота (АК) и метакриловая кислота (МАК), в отличие от их гидрохлоридов, не полимеризуются в массе, поскольку молекулы этих мономеров сильно ассоциированы. В водных же растворах в полимеры превращаются как соли, так и свободные основания.
В связи с вышеизложенным АА имеет довольно высокое значение соотношения констант kp/k00,5 (по данным разных авторов для интервала температур 30-60 °C оно составляет 3,2-4,4), что наряду с малыми величинами констант передачи цепи на мономер и воду обусловливает возможность получения в водных растворах ПАА со скоростью и молекулярной массой (ММ), недостижимыми при полимеризации в органических растворителях.
К другим причинам широкого распространения полимеризации в воде следует отнести сокращение энергетических затрат на выделение исходного мономера в кристаллическом виде, которое к тому же связано с вероятностью его спонтанной полимеризации, и на регенерацию органических растворителей, снижение загрязнения окружающей среды, а также исключение стадии растворения полимерных реагентов, использующихся, как правило, в виде водных растворов.

### Промышленное производство
Широкое производство полиакриламида началось в начале 1950-х годов. Устойчивый рост был обеспечен уникальными свойствами полиэлектролита, обеспечившими ему возможность широкого применения в качестве гелеобразователя, плёнкообразователя, флокулянта и коагулянта.

## Применение
Основное применение полиакриламид находит в качестве недорогого водорастворимого полимера со свойствами полиэлектролита. Ниже приведены основные сферы применения ПАА:
- Очистка воды. ПАА — хороший и недорогой коагулянт и флокулянт для очистки питьевой воды, технологических сточных вод.
- Получение гелей для химического анализа сложных биологических систем.
- Медицина, полиакриламидный гель используется  в травматологии (Нолтрекс, Нолтрексин) для лечения остеоартроза, артроза, остеоартрита, артрита[1][2][3], Урологии (Дэм+), Косметологии (Аргиформ)
- В производстве минеральных удобрений
- В молекулярной биологии ПАА используется в качестве поддерживающей среды для проведения гель-электрофореза белков и нуклеиновых кислот (т. н. ПААГ-электрофорез)[4][5]
- Использование в нефтяной промышленности для заводнения пластов и проведения ремонтно-изоляционных работ в скважине
- Полиакриламид используют в буровых растворах при нефтедобыче как регулятор водоотдачи и ингибитор реакции набухания глины.